# Пузырчатка южная
Пузырча́тка ю́жная (лат. Utriculária austrális) — водное хищное растение, относящееся к роду Пузырчатка (Utricularia) семейства Пузырчатковые (Lentibulariaceae).
Некоторыми ботаниками вид рассматривался как стерильный гибрид первого поколения между Utricularia tenuicaulis Miki и Utricularia macrorhiza Leconte, размножающийся исключительно вегетативно. По современной классификации считается фертильным не гибридным видом.
Часто вид смешивался с пузырчаткой обыкновенной (Utricularia vulgaris L.), от которой отличается плоской нижней губой венчика и более длинной цветоножкой, после цветения извилистой. Также, в отличие от пузырчатки обыкновенной, не образует плодов. В вегетативном состоянии эти два вида практически неотличимы.

## Описание
Водное свободно плавающее растение с однотипными побегами 20—60 см длиной, светло-зелёного или тёмно-зелёного цвета. Ризоиды в числе до пяти (иногда отсутствуют), ветвистые, до 5 мм длиной. Надводные побеги редки, 2—15 см длиной. Междоузлия 5—12(17) мм длиной. Доли листа шиловидные, почти цилиндрические, до 0,3 мм шириной, иногда с различимой средней жилкой, по краям с 6—8 (реже 4—10) зубцами, каждый из которых снабжён 1—2 щетинками, в 2 и более раз превышающими по длине зубцы. Ловчие пузырьки по 10—50 на каждый лист, 1—3 мм длиной.
Соцветие с 3—8 цветками, 10—25 см длиной, как правило, с сиреневатой осью. Цветоножки прямые, 8—15 мм длиной, после отцветания извилистые и удлиняющиеся до 10—30 мм. Венчик жёлтый или светло-жёлтый, верхняя губа около 11×10 мм, нижняя губа плоская (либо её края загнуты кверху), около 12—15×14 мм. Шпорец нижней губы около 7—8 мм длиной, направлен книзу под острым углом.
Турионы шаровидные до яйцевидных, 4—15 мм длиной.

## Распространение
Первоначально гибрид, вероятно, возник в Японии, где пересекаются ареалы родительских видов. В настоящее время распространился почти по всей Евразии (за исключением Арктики), широко распространён в Африке, Австралии и Новой Зеландии.
Встречается в озёрах, прудах, заводях, канавах и других пресных водоёмах со стоячей или медленно текущей водой.

## Классификация

### Таксономическое положение
- Utricularia australis R.Br., 1810, Prodr. Fl. Nov. Holland. : 430

Вид Пузырчатка южная относится к роду Пузырчатка (Utricularia) семейства Пузырчатковые (Lentibulariaceae) порядка Ясноткоцветные (Lamiales), который включается в кладу Ламииды, последовательно входящую в более крупные клады Астериды -> Суперастериды -> Эвдикоты -> Цветковые растения. Таксономическая схема в соответствии с Системой APG IV по состоянию на декабрь 2023 года:
|  |                          |  |                                   |                                   |                         |  | еще 23 семейства | еще 23 семейства |                      |  |  |  | еще 270 подтвержденных видов и 23 таксона, ожидающих подтверждения |
|  |                          |  |                                   |                                   |                         |  | еще 23 семейства | еще 23 семейства |                      |  |  |  | еще 270 подтвержденных видов и 23 таксона, ожидающих подтверждения |
|  |                          |  |                                   | порядок Ясноткоцветные            |                         |  |                  |                  | род Пузырчатка       |  |  |  |                                                                    |
|  |                          |  |                                   | порядок Ясноткоцветные            |                         |  |                  |                  | род Пузырчатка       |  |  |  |                                                                    |
|  | клада Цветковые растения |  |                                   |                                   | семейство Пузырчатковые |  |                  |                  | вид Пузырчатка южная |  |  |  |                                                                    |
|  | клада Цветковые растения |  |                                   |                                   | семейство Пузырчатковые |  |                  |                  |                      |  |  |  |                                                                    |
|  |                          |  | ещё 63 порядка цветковых растений | ещё 63 порядка цветковых растений |                         |  |                  | еще 2 рода       | еще 2 рода           |  |  |  |                                                                    |
|  |                          |  |                                   | ещё 63 порядка цветковых растений |                         |  |                  |                  | еще 2 рода           |  |  |  |                                                                    |

### Синонимы
- Utricularia australis f. fixa (Komiya) Komiya & C.Shibata
- Utricularia australis f. tenuicaulis (Miki) Komiya & C.Shibata
- Utricularia dubia Rosell. ex Ces., Pass. & Gibelli
- Utricularia galloprovincialis J.Gay ex Webb
- Utricularia incerta Kamienski
- Utricularia jankae Velen.
- Utricularia mairii Cheeseman
- Utricularia major Schmidel
- Utricularia mutata (Döll) Leiner
- Utricularia neglecta Lehm.
- Utricularia neglecta var. gallaecica Merino
- Utricularia pollichii F.W.Schultz
- Utricularia protrusa Hook.f.
- Utricularia sacciformis Benj.
- Utricularia siakujiiensis S.Nakaj. ex H.Hara
- Utricularia spectabilis Madauss
- Utricularia tenuicaulis Miki
- Utricularia vulgaris f. fixa Komiya
- Utricularia vulgaris f. tenuicaulis (Miki) Komiya
- Utricularia vulgaris f. tenuis Saelán
- Utricularia vulgaris prol. major Rouy
- Utricularia vulgaris subsp. neglecta (Lehm.) Bonnier & Layens
- Utricularia vulgaris var. formosana J.Kuo
- Utricularia vulgaris var. mutata Döll
- Utricularia vulgaris var. neglecta (Lehm.) Coss. & Germ.
- Utricularia vulgaris var. tenuicaulis (Miki) J.Kuo